# Храбри мали тостер
Храбри мали тостер (енгл. The Brave Little Toaster), је цртани филм из 1987. године у режији Џерија Риса, а по сценарију, Џерија Риса и Џоа Ренфта.
Група старих апарата креће на путовање у град да би пронашла свог господара након што су напуштени у колиби у шуми.

## Радња
Радња се одвија 80-их година. Мали дечак Роб, који је живео у викендици на селу у планини, сели се у град, остављајући све своје ствари у старој кући. Његове ствари се осећају напуштено. Они оживе и крену у потрагу за својим малим господаром. Друштво ствари су тостер, стона лампа, радио, електрични покривач, усисивач и други.
Ствари се веома тешко сналазе на путу, посебно у шуми у дивљини, где се не може добити њихова главна снага, електрична струја. Али пријатељи помажу једни другима користећи своје могућности - лампа сија, ћебе греје, радио јавља разне вести и тако даље. Као резултат тога, ствари проналазе град и њиховог вољеног власника Робија.